# Amsterdam Concert
Miles Davis Quintet Featuring Barney Wilen, Amsterdam Concert est un album du Miles Davis Quintet de 1957 enregistré en public.

## Liste des pistes
| Piste | Titre du morceau      | Composé par                | Durée |
| ----- | --------------------- | -------------------------- | ----- |
| 1.    | Woody 'n' You         | Dizzy Gillespie            | 5:07  |
| 2.    | Bags' Groove          | Milt Jackson               | 7:17  |
| 3.    | What's New            | Haggard-Burke              | 3:41  |
| 4.    | But Not for Me        | G. & I. Gerschwin          | 6:52  |
| 5.    | A Night in Tunisia    | Dizzy Gillespie-Papparelli | 7:30  |
| 6.    | Four                  | Miles Davis                | 4:32  |
| 7.    | Walkin'               | R. Carpenter               | 6:48  |
| 8.    | Well You Needn't      | Thelonious Monk            | 5:36  |
| 9.    | 'Round About Midnight | Thelonious Monk            | 5:37  |
| 10.   | Lady Bird             | Tad Dameron-N.Heath        | 5:49  |

## Musiciens
- Miles Davis, trompette
- Barney Wilen, saxophone ténor
- René Urtreger, piano
- Pierre Michelot, basse
- Kenny Clarke, batterie